# Jörg Leeser
Jörg Leeser (* 17. August 1967 in Essen) ist ein in Köln ansässiger deutscher Architekt und Hochschullehrer.

## Leben
Nach dem Studium der Architektur an der RWTH Aachen und an der Bartlett School of Architecture/University College London sammelte er erste Berufserfahrung in New York und Köln. Seit 2000 leitet er zusammen mit Anne-Julchen Bernhardt ein eigenes Architektenbüro. Von 1999 bis 2006 war er wissenschaftlicher Mitarbeiter am Lehrgebiet Konstruktives Entwerfen der RWTH Aachen. Darauf folgten Vertretungsprofessuren an der Bergischen Universität Wuppertal und der Peter Behrens School of Architecture. der Fachhochschule Düsseldorf. Von 2007 bis 2011 war Leeser Vorstandsmitglied des Bundes Deutscher Architekten e.V., Köln.
Daneben hält er Gastvorträge an verschiedenen Hochschulen.
Seit 2015 ist Leeser Professor im Fachbereich Architektur und Design der Hochschule Düsseldorf.

## Auszeichnungen (Auswahl)
- 2003 Kölner Architekturpreis 2003, Unter dem Pflaster der Strand, BeL
- 2003 Förderpreis des Landes Nordrhein-Westfalen für junge Künstlerinnen und Künstler, BeL
- 2006 Eschweiler Architekturpreis, Kaufhaus Breuer, BeL
- 2007 BDA-Preis Aachen, Kaufhaus Breuer, BeL
- 2007 Architekturpreis NRW, Auszeichnung, Kaufhaus Breuer, BeL
- 2008 NRW Wohnt, Wohnen an ungewöhnlichen Orten, Auszeichnung, Kaufhaus Breuer, BeL
- 2010 Deutscher Bauherrenpreis – Modernisierung Hohe Qualität – Tragbare Kosten, Kaufhaus Breuer, BeL
- 2010 IBA Hamburg Smart Price, Grundbau und Siedler, Sonderrang, ausgewählt zur Realisierung, BeL
- 2011 Kunstpreis der Akademie der Künste, Berlin
- 2012 AIT Award 2012, Kaffeerösterei van Dyck, 1. Preis Kategorie Bars / Restaurants, BeL
- 2012 Red Dot Award, Van Dyck - Corporate Design[7]
- 2013 Universal Design Award, Universal Design Consumer Favorite, Grundbau und Siedler, BeL
- 2013 Deutscher Architekturpreis, Anerkennung, Grundbau und Siedler, BeL
- 2013 LBS-Preis Das Goldene Haus 2013, Kleines Haus Blau, BeL

## Realisierungen
- 2006 FRABA Sp. z o.o, Fabrikationsgebäude, Słubice, Polen, BeL
- 2006 Kaufhaus Breuer, Umnutzung eines Kaufhauses in Seniorenwohnen, Eschweiler, BeL
- 2010–2013 Grundbau und Siedler, IBA Hamburg, Wohnungsbau in Selbstbauweise, Hamburg-Wilhelmsburg, BeL
- 2010–2014 Gärtnerhof Overmeyer, Neubau eines Biohofes, Seevetal, BeL studio UC
- 2012–2015 Gump, Umbau einer denkmalgeschützten Fabrik zu Wohnen und Arbeiten, Köln-Ehrenfeld

## Ausstellungen (Auswahl)
- 2001 Archilab 2001, Orleans, Leeser Architecture
- 2002 Rationator, salon blauraum, Hamburg, BeL
- 2003 radical architecture: processing uncertainty, MAK Köln, Unter dem Pflaster der Strand, BeL
- 2004 Waage, Orte eV., Walden, BeL
- 2004–2006 Wonderland, Wanderausstellung, Berlin, Amsterdam, Paris, Venezia, Zagreb, Ljubljana, Wien, St. Veit/Glan, BeL
- 2007 Biennale Sao Paulo, Ready for Take Off, FRABA Sp. z o.o und Kaufhaus Breuer, BeL
- 2008 DAM, Ready for Take Off, FRABA Sp. z o.o und Kaufhaus Breuer, BeL
- 2008 habitat collectif en europe, arc en reve, Bordeaux, Kaufhaus Breuer, BeL
- 2010 IBA Hamburg, Wilhelmsburg Mitte, Grundbau und Siedler, BeL
- 2010 West-Arch – Architektur einer neuen Generation, Ludwigforum Aachen, BeL
- 2012 Reduce / Reuse / Recycle, Deutscher Beitrag auf der Architekturbiennale Venedig, Der Blumenladen in Oberbarmen, Urs Füssler, Jörg Leeser
- 2013 Netzwerk Wohnen – Architektur für Generationen, DAM Frankfurt a. M., Kaufhaus Breuer, BeL
- 2013 Think Global! Build Social!, Architekturzentrum Wien., Grundbau und Siedler, BeL

## Rezeption
- Britta Nagel: Wohnung der Zukunft passt sich an ihre Bewohner an auf Welt.de vom 28. Dezember 2013, abgerufen am 27. März 2014
- Selber günstig bauen im Deutschlandfunk vom 17. Juni 2013, abgerufen am 27. März 2014
- Martin Oehlen: „Es muss das Möglichste getan werden“ Interview, im Kölner Stadtanzeiger vom 14. April 2010, abgerufen am 27. März 2014